# Sanwa Denshi
Sanwa Denshi Corporation, Limited (Japonés: 三和電子, サンワでんし Sanwa Denshi) es un fabricante de componentes electrónicos en general, pero más conocida internacionalmente por ser una productora líder de partes de arcade; e.g. joysticks, botones, monederos etc. Sus partes son comúnmente utilizadas en máquinas arcade japonesas y joysticks arcade de alta gama de fabricantes como Madcatz y Hori.